# Vlčí Důl
Vlčí Důl (dříve německy Wolfsthal) je vesnička, od roku 1976 administrativně připojená k městu České Lípě. Nachází se zde železniční trať se zastávkou i doprava MHD, 36 adres.

## Historie
V roku 1426 pochází první zmínka o obci a je spojená se jménem Jan z Vlčího dolu. V 18. století zde byly uvedeny dva panské dvory a jeden pustý. Po roce 1850 byl Vlčí Důl- Wolfsthal osadou 3 km vzdálené obce Götzdorf Božíkov. Božíkov je dnes součást městečka Zákupy. Dne 22. března 1874 se Wolfsthal osamostatnil a jeho součástí se stala i osada Vítkov.
Po již zmíněném sloučení obcí 1. května 1976 se později - 1. ledna 1981 stává městskou částí České Lípy. Přesněji, její nejvzdálenější městskou částí, s městem spojenou jen administrativně. Také sousední Vítkov již součástí Vlčího Dolu není, má statut části města Česká Lípa.

## Doprava
Vlčí Důl má také svou železniční zastávku. Bývala to druhá stanice z České Lípy ve směru na Liberec, po zprovoznění přeložky trati se stává zastávkou první a leží o pár desítek metrů jižněji od původní zastávky na katastru Vítkov s mírně pozměněným názvem, který zní Vlčí Důl - Dobranov. Stanice totiž leží v blízkosti několika odloučených částí České Lípy - Dobranova, Vlčího Dolu, Heřmaniček a Vítkova. Jedná se o dnešní železniční trať z Liberce do České Lípy s označením Trať 086.
Místo původní trati byla vybudována cyklostezka Vlčí Důl.
Do 1 km vzdáleného Vítkova je zavedena autobusová MHD z České Lípy, konečná stanice linky 218 (stav rok 2010), která má označení Vlčí Důl.

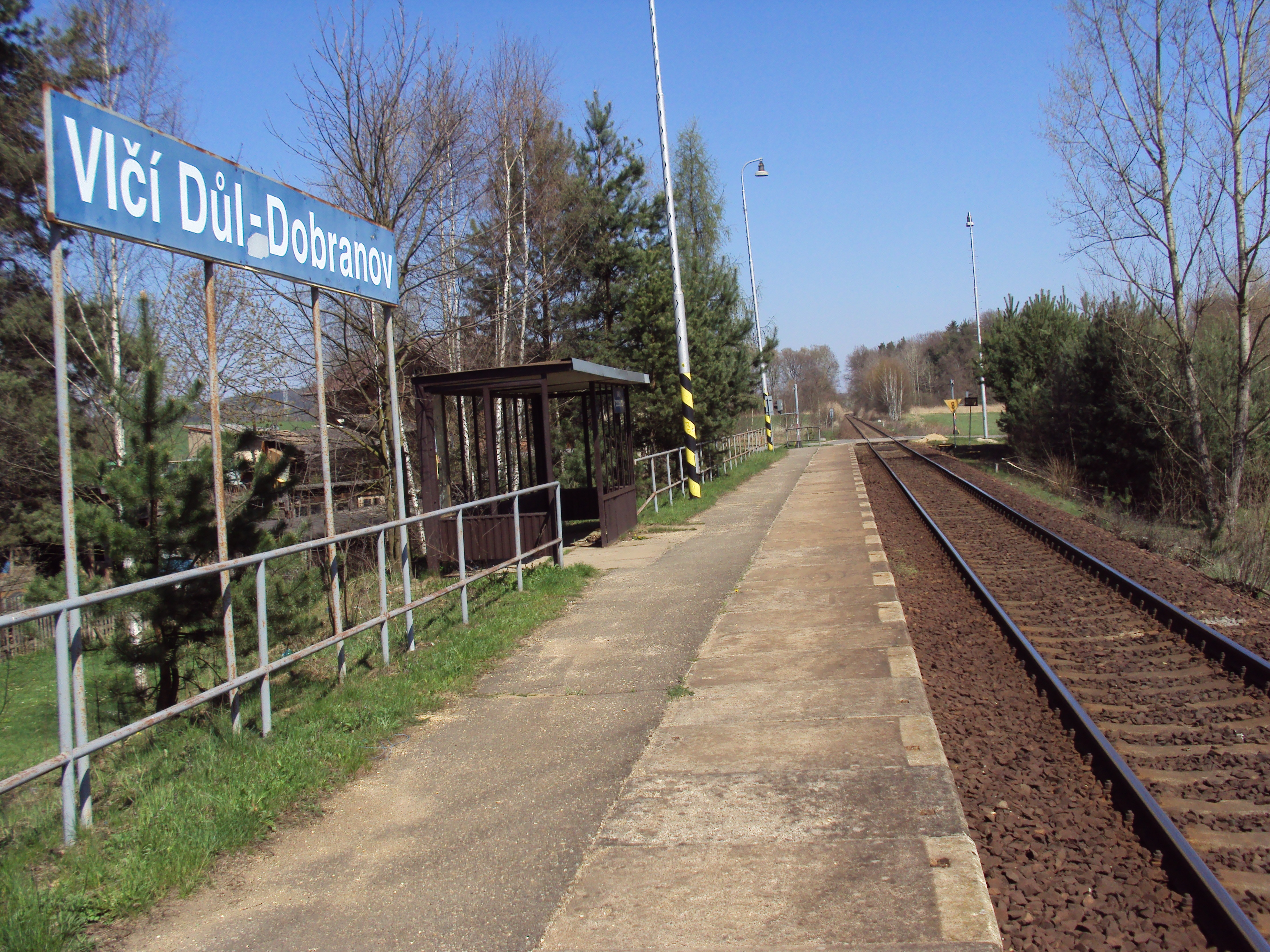
Zastávka vlaku

## Další údaje
Po okraji Vlčího Dolu teče říčka Ploučnice, zde plná meandrů. Nevede zde žádná z turisticky značených cest. Silničky ves spojují s Vítkovem, Brennou a Heřmaničkami. Ve vsi není pojmenovaná žádná ulice, je zde registrováno 36 adres.
Ani po třiceti letech připojení k České Lípě nemají obyvatelé pitnou vodu, plyn ani kanalizaci.
Na počátku roku 2013 byl utvořen osadní výbor společně s obcí Dobranov.

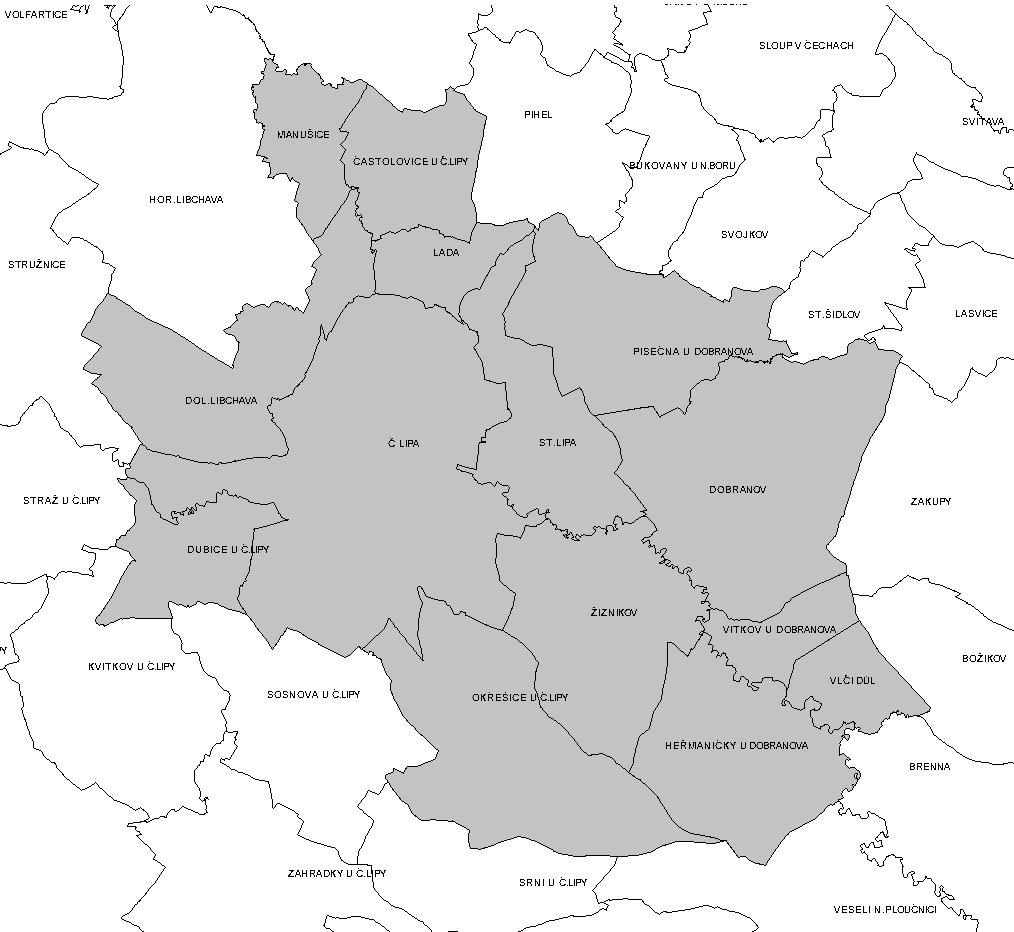
Katastrální členění České Lípy